# Кротак, Арне
Арне Кротак (словац. Arne Kroták; род. 6 июня 1972 года, Попрад, Чехословакия) — словацкий хоккеист, правый нападающий.

## Карьера
Воспитанник хоккейной школы ХК «Попрад». Выступал за ХК «Кошице», ХК «Попрад», ХК «Злин», «Тржинець».
В составе национальной сборной Словакии провел 6 матчей (2 гола). В составе юниорской сборной Чехословакии, участник чемпионата Европы 1990.